# Suona

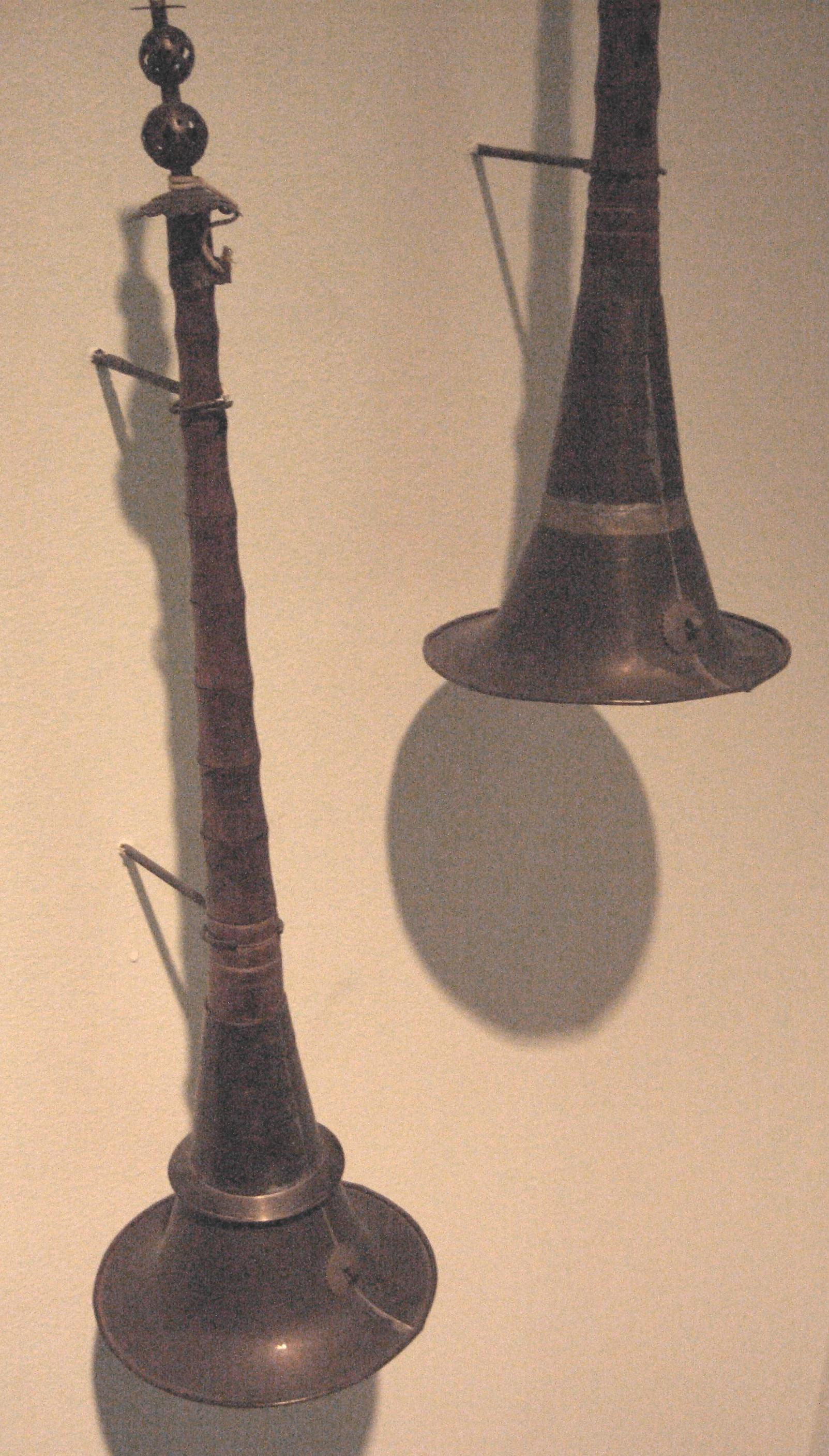
Suona

Suona (kinesiska: 唢呐), är ett kinesiskt blåsinstrument med rötter i Centralasien eller Persien (se zurna). Det spelas med dubbla rörblad, har en konisk borrning och är försett med ett klockstycke av mässing. Suona, som troligen kom till Kina redan på 300-talet men först omnämns i skriftliga källor från Mingdynastin, är ett mycket gällt och högljutt instrument som lämpar sig väl för spel utomhus. Det är framför allt vanligt i blåsorkestrar i Nordkina och används gärna vid exempelvis traditionella kinesiska högtider, bröllop och begravningar.

## Kuba
Suona spreds med kinesisk arbetskraft till Kuba i slutet av kolonialtiden och kom att slå rot på ön under namnet trompeta china. På Kuba spelas instrumentet på ett sätt som närmast härmar en trumpet.